# Nedaivoda, Krîvîi Rih
Nedaivoda (în ucraineană Недайвода) este localitatea de reședință a comunei Nedaivoda din raionul Krîvîi Rih, regiunea Dnipropetrovsk, Ucraina.

## Demografie
Componența lingvistică a localității Nedaivoda
     Ucraineană (94,38%)
     Rusă (5,45%)
     Alte limbi (0,18%)
Conform recensământului din 2001, majoritatea populației localității Nedaivoda era vorbitoare de ucraineană (94,38%), existând în minoritate și vorbitori de rusă (5,45%).